# Tea 080
TEA 080 (sau 55 în România) a fost o serie mică de trenuri electrice automotoare fabricate în România din 1974 până în 1986 pentru Căile Ferate Române.
Acestea au fost construite de Electroputere Craiova (echipamente electrice) și Întreprinderea de Vagoane Arad (IVA) (vagoane de cale ferată) cu ajutorul Institutului de Cercetare și Proiectare Tehnologică în Transporturi (ICPTT) din București.

## Istoric

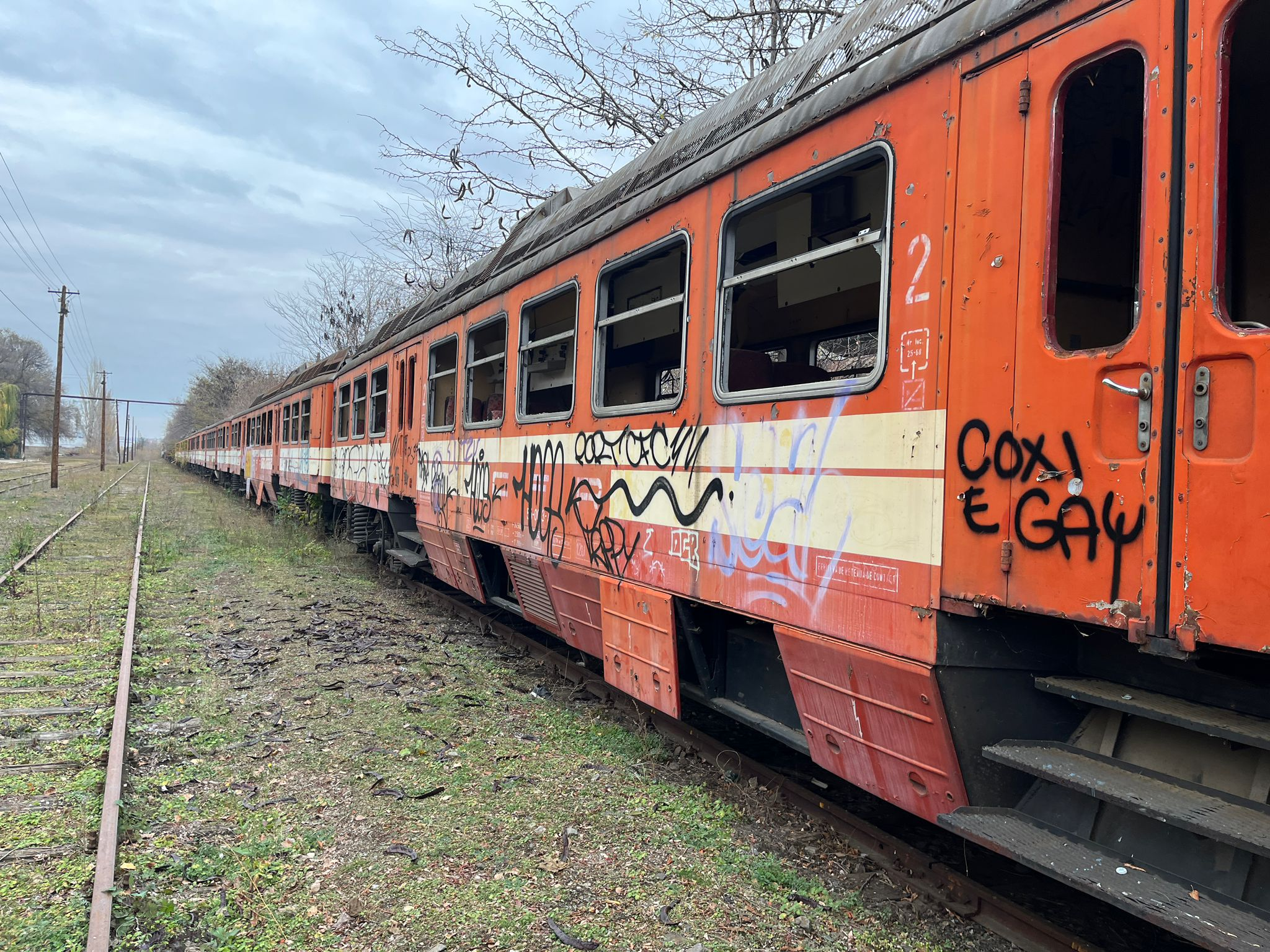
Rama electrică TEA-080 aflată în stadiu de degradare la halta Jiul

Electroputere Craiova a construit un prototip 080-TEA-001 în 1974. Ulterior, numerotarea vagoanelor s-a făcut astfel: 55-0001+56-0001+57-0001+57-0002+56-0002+55-0002. Vagoanele sunt vagoane suburbane modificate: seria 55 (vagon motor cu post de conducere), seria 56 (vagon motor cu pantograf), seria 57 (vagon remorcă - nemotorizat). Prima ramă se recunoaște prin botul ei mai rotund imitând perfect locomotivele electrice produse de Electroputere.
Apoi s-au mai construit 5 rame (albastre), în total 6. Cea construită în anii 1990, a șaptea ramă, care se află la Craiova, este 55-0013+56-0013+57-0013+57-0014+56-0014+55-0014, cu boghiuri diferite și vopsită cu roșu și dungi galbene (inițial). N-a fost folosită niciodată în serviciu comercial și s-a folosit în sistem experimental 10 ani. Avea probleme cu sistemul de frânare dar și cu patinajul roților.
TE5 făcea prin 1985-1988 serviciu pe București-Craiova, rang de accelerat, apoi a fost redistribuit pentru a circula pe ruta Craiova-Drobeta Turnu Severin-Băile Herculane. Rama avea aspectul unui tren personal, cu un total disconfort, cu vagoane tip salon și bănci cu imitație de piele.

### Date tehnice
Rama electrica era echipată cu boghiuri de tip Minden-Deutz. Boghiurile au fost consolidate și transformate în boghiuri motoare: - cadru - traversa dansanta - doua osii motoare - doua motoare de tracțiune - angrenaje - suspensia traversei dansante - conducerea traversei - suspensia osiei - doua timonerii de frână - instalația pneumatica
Caracteristicile tehnice ale boghiului: 
- ecartament: 1435 mm
- formula osiilor: BoBo
- lungimea boghiului: 2936 mm
- lățimea boghiului: 4500 mm
- diametrul cercului de rulare: 920 mm
- ampatamentul boghiului: 2500 mm
- sarcina maximă pe osie: 18 t
- viteza maximă: 120 km/h